# Alfabet ciríl·lic serbi
L'alfabet ciríl·lic serbi té 30 lletres ciríl·liques que corresponen cadascuna d'elles a un so diferent.
Aquest alfabet fou creat per Vuk Stefanović Karadžić el 1818. Esdevé l'escriptura oficial de Sèrbia el 1868. Es va crear a partir de l'alfabet rus, que era el que es feia servir aleshores a Sèrbia. L'alfabet ciríl·lic serbi, en concert amb el treball de Krste Misirkov i Venko Markovski, va servir de base per a l'alfabet macedònic.
Es van eliminar algunes lletres de l'alfabet ciríl·lic, com і, ю, й, ъ, ь, щ, я; i se'n van afegir de noves, com ћ, ђ, љ, њ, ј, џ. La ћ es va recuperar de l'antic alfabet glagolític de Metodi, un monjo ortodox d'origen eslau que va venir per evangelitzar els eslaus del sud i d'occident el 894. La lletra ђ fou creada per Lukijan Mušicki a partir de ћ; les lletres љ i њ són lligadures л+ь i н+ь; j prové de l'alfabet llatí, i џ de l'antic alfabet ciríl·lic romanès.

## Taula amb els dos alfabets serbis

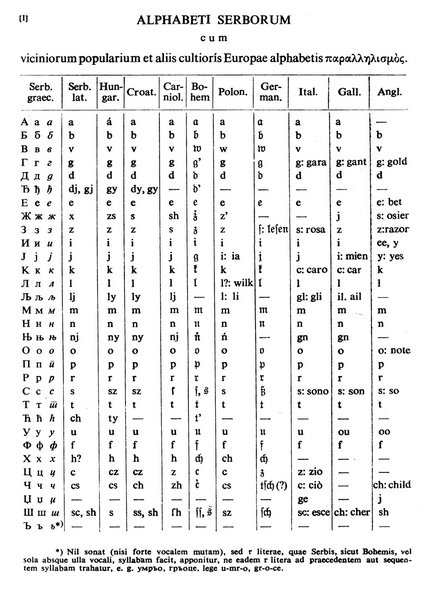
Taula amb els dos alfabets serbis: llatí i ciríl·lic (1818).

| Ciríl·lic | Llatí | API       |
| --------- | ----- | --------- |
| А а       | A     | /a/       |
| Б б       | B     | /b/       |
| В в       | V     | /v/       |
| Г г       | G     | /g/       |
| Д д       | D     | /d/       |
| Ђ ђ       | Ð     | /ʥ/       |
| Е е       | E     | /ɛ/       |
| Ж ж       | Ž     | /ʒ/       |
| З з       | Z     | /z/       |
| И и       | I     | /i/       |
| Ј ј       | J     | /j/       |
| К к       | K     | /k/       |
| Л л       | L     | /l/       |
| Љ љ       | Ǉ     | /ʎ/       |
| М м       | M     | /m/       |
| Н н       | N     | /n/       |
| Њ њ       | Ǌ     | /ɲ/       |
| О о       | O     | /ɔ/       |
| П п       | P     | /p/       |
| Р р       | R     | /r/       |
| С с       | S     | /s/       |
| Т т       | T     | /t/       |
| Ћ ћ       | Ć     | /ʨ/       |
| У у       | U     | /u/       |
| Ф ф       | F     | /f/       |
| Х х       | H     | /x/ o /h/ |
| Ц ц       | C     | /ʦ/       |
| Ч ч       | Č     | /ʧ/       |
| Џ џ       | Ǆ     | /ʤ/       |
| Ш ш       | Š     | /ʃ/       |

## Alfabets serbis ciríl·lic i llatí
A Sèrbia, el serbi s'escriu amb tots dos alfabets, el ciríl·lic i el llatí. El ciríl·lic el fa servir els diaris de referència com el Politika. Els diaris en alfabet llatí són sovint diaris més generalistes, menys «elitistes» i més «populars», com Blic o també diaris «d'oposició» o «progressistes», com Danas. L'alfabet llatí és més corrent al nord de Voivodina, on encara hi ha importants minories croates i hongareses.
Tots dos alfabets són gairebé bijectius, és a dir, que el pas de l'un a l'altre segueix unes regles mecàniques sense excepció. Tanmateix, alguns mots presenten excepcions, com injekcija/инјекција (injecció), on el dígraf -nj- correspon a -нј- i no pas a њ.
L'administració sèrbia afavoreix l'alfabet ciríl·lic, però utilitza també el llatí. És així com és indispensable a tot Sèrbia conèixer perfectament els dos alfabets. I és per això que a les escoles els alumnes aprenen les dues formes d'escriptura.
La viquipèdia en serbi té, per exemple, les dues versions en tots els articles, l'article Catalunya existeix en alfabet ciríl·lic (Каталонија) i en alfabet llatí (Katalonija). A dalt de cada pàgina hi ha una pestanya que permet canviar el text escrit d'un alfabet a l'altre.